# André Blanchet
André Blanchet (* 22. März 1918 in Paulmy; † 2. März 1966 in La Guerche) war ein französischer Radrennfahrer und nationaler Meister im Radsport.

## Sportliche Laufbahn
1939 gewann er den Grand Prix de la Sarthe (Vorläufer des Etappenrennens Circuit Cycliste Sarthe). Seine größten Erfolge hatte er jedoch als Bahnfahrer. 1944 gewann er die französische Meisterschaft in der Einerverfolgung. Diesen Titel konnte er ein Jahr später verteidigen. Allerdings musste er sich den Titel mit André Deforge teilen, da beide im Finallauf absolut zeitgleich waren. Weitere Medaillen bei der Verfolgungsmeisterschaft kamen dazu. Auch auf der Straße gehörten Zeitfahrwettbewerbe zu seinen Stärken. Mehrfach wurde er zur Teilnahme am damals bedeutendsten Einzelzeitfahren, dem Grand Prix des Nationes, eingeladen. Sein bestes Resultat dabei war der 9. Platz 1944 beim Sieg von Émile Carrara. Er blieb bis 1954 als Berufsfahrer aktiv.